# Народни универзитет Трстеник
Народни универзитет Трстеник је установа у култури и образовању која се налази у Трстенику. Састоји се од неколико организационих јединица:
- Центар за образовање
- Центар за културу
- Музејска збирка

## Изградња и оснивање
Зграда Образовног центра „Прва петолетка“ је подигнута 1950. године за потребе културе, да би потом била адаптирана у школски простор за потребе усмереног образовања. Након адаптације овог простора, у Трстенику се 1959. године почиње са изградњом Друштвеног дома.
У овом међупериоду, за све љубитеље филма који су увек у Трстенику били бројни, радио је биоскоп под називом „Култура“. Биоскоп "Култура" је била једна магаза адаптирана за потребе биоскопа и одговарала је свим условима које је један биоскоп тада тражио. Имао је гледалиште са подом у паду. На репертоару су били по неки домаћи и углавном руски филмови за које је, кажу стари Трстеничани, "Прохујало са вихором" било кратка форма.
Културни живот у Трстенику се институционализује 1960. године када је образован Центар за образовање кадрова „Прва петолетка“ од стране Индустрије хидрауличких уређаја „Прва петолетка“. Истовремено је у Трстенику постојао и Народни универзитет у чијем је саставу била библиотека. Наредне године, 5. октобра, Народни одбор општине Трстеник формирао је од Центра за образовање кадрова Раднички универзитет „Прва петолетка“, а 1963. године њему је припојен и Народни универзитет.
Биоскоп „Култура“ је радио све до 1977. године када је свечано отворена зграда новог и модреног . Дом културе је пројектовао архитекта Милан Павловић из београдске фирме „АРКОН”, а ентеријер је пројектовао архитекта Василије Петровић – Трстеник „АРШИН″.
У оквиру новосаграђеног Дома културе се налазила позоришно-биоскопска сала са 638 седишта, бифе, ликовни салон и глумачки фоаје који су и данас у функцији.
Отварање Дома културе је 18. јуна 1977. године било велики догађај. На отварању су учествовали врхунски тадашњи југословенски глумци и људи из културног живота Југославије. Међу њима се истичу глумци Воја Мирић (Трстеничанин пореклом), Неда Арнерић, Раде Марковић, Фарук Беголи и Ђорђе Ненадовић водитељ радио Београда 1 (који је уређивао емисију Караван).
Народни универзитет је данас централна установа културе у Трстенику. Бави се културном и образовном делатношћу, а током свог постојања је доживео разне организационе и програмске трансформације. Тако је 1994. године Раднички универзитет „Прва петолетка“ преименован у Народни универзитет Трстеник. Исте године је из Народног универзитета издвојено Музичко образовање. Годину дана касније (1995), са оснивањем Радио-телевизије Трстеник, из делатности Народног универзитета је издвојен и Центар за информисање, а две године касније (1997) и матична библиотека која се осамостаљује под називом Народна библиотека „Јефимија“.
Данас је Народни универзитет Трстеник установа у култури и образовању која своју делатност обавља кроз неколико организационих јединица:
1. Центар за образовање
2. Центар за културу
3. Музејска збирка
4. Служба заједничких послова[2]

## Центар за културу
У оквиру Центра за културу ради Трстеничко позориште.

## Ликовна делатност
У оквиру Центра за културу Народног универзитета Трстеник, негује се Ликовна делатност. Развој ликовне делатности се успешно реализује примарно у простору Ликовног салона Дома културе, али и у другим просторима Народног универзитета(Изложбена галерија Музеја, Омладински трг).

### Ликовни салон
Ликовни салон је простор где су излагала и своје изложбе имала најеминентнија имена из свих врста уметности и са свих медијана (Милић од Мачве, Катица Чешљар,Даница Баста, Масниковић, Шефнер, Зоран таировић, Милија Глишић, Сава Шумановић), где су у оквиру уметничких фестивала се трстеничкој публици представиле школе, удружења уметника и љубитељи уметности(УЛУС, УЛПУДУС, КЛИС,ЛУР, Београдска школа за графичаре), где су се нашој публици представили значајни Трстеничани који су отишли у бели свет да тамо стварају (Драгољуб Димитријевић, Миодраг Мића Бајић,Мирољуб Филиповић,Андреј Чикала).
Ликовни салон је постао незаменљив простор за отварање свих значајних манифестација и програма у граду. У њему подједнако излажу и аматери, професионалци, као и удружења и појединци.

### Млади уметници
Посебна пажња се посвећује младим неафирмисаним уметницима, као и најмлађим креативцима међу којима се увек крије по неки велики уметник. У оквиру ликовне делатности сеорганизују ликовне колоније, како у простору Локовног салона, тако и на Омладинском тргу, дворишту Музеја, обали Западне Мораве.

## Програми и манифестације у граду
- Јефимијини дани
- Дани општине Трстеник
- Стручне радионице
- Разне трибине
- Предавања
- Радионице

#### Легат манифестације Јефимијини дани
„Икона је увек заједничко дело Бога и човека“ мати Ефимија, игуманија манастира Градац
Изложба уметничких дела из збирке манифестације „Јефимијини дани“ је настала поводом 45 година од оснивања ове манифестације (1971-2016). Изложена дела (иконе, графика, батик и реплика Јефимијине похвале кнезу Лазару) представљају само део збирке манифестације која, између осталог обухвата, и слике на платну.
Збирка се чува у просторијама Народног универзитета у Трстенику, институције која је носилац манифестације.
Изложба тематски обухвата само дела верске садржине и има за циљ да публици представи трајно наслеђе манифестације које је годинама брижљиво прикупљано и чувано. Сва изложена дела су радили женски аутори који су и узели учешћа на манифестацији.
Преовлађује техника темпера на дасци од липе, а најзаступљенији је мотив Богородице са Христом која је насликана пет пута. Монахиња Јефимија, у чију част се и организују Јефимијини дани, је представљена три пута, док је Преподобна Евгенија (кнегиња Милица) насликана само једном.
Изложба представља основну идеју саме манифестације – жена као стваралац, жена као стваралачка тема и духовност као вечита инспирација.